# Volodymyr Demčyšyn
Volodymyr Vasylovyč Demčyšyn (ukrajinsky Володимир Васильович Демчишин; * 12. listopadu 1974 Lvov) je bývalý ukrajinský bankéř a politik. V letech 2014–2016 byl ministrem energetiky a uhelného průmyslu ve druhé vládě Arsenije Jaceňuka.
Demčyšyn po odchodu z vlády působil v letech 2016–2019 v dozorčí radě Naftohazu. Od ledna 2022 je veden na seznamu hledaných v záležitosti dodávek uhlí z okupovaných území východní Ukrajiny.